# Елі-де-Бомонт
Елі-де-Бомонт (англ. Elie de Beaumont) — гора на стику гірських хребтів Бертон та Центральний в Південних Альпах на Південному острові Нової Зеландії і найпівнічніший тритисячник країни, висотою 3109 метрів над рівнем моря.

## Географія
Гора розташована в регіоні Вест-Кост на кордоні з регіоном Кентербері, в національному парку «Маунт-Кук». Вершина зі всіх сторін оточена кількома льодовиками, такими як льодовик Йоганнес на півночі, льодовик Бертон на сході, льодовик Таймс на заході та льодовик Анни, притока до льодовика Тасмана, на півдні.
Абсолютна висота вершини 3109 метри над рівнем моря. Відносна висота — 648 м. За цим показником гора відноситься до «незалежних вершин» і є 5-ю за абсолютною висотою у Новій Зеландії, в цьому списку. Найнижче ключове сідло вершини, по якому вимірюється її відносна висота називається «Клімберс-Кол» (англ. Climbers Col, укр. Сідло Альпіністів), має висоту 2461 м над рівнем моря і розташоване за 2,5 км на південний захід (43°29′51″ пд. ш. 170°18′18″ сх. д. / 43.49750° пд. ш. 170.30500° сх. д.). Топографічна ізоляція вершини відносно найближчої вищої гори Мальте-Брун (англ. Malte Brun), яка розташована на півдні, становить 8,93 км.
Гора Названа на честь французького геолога Леонса Елі де Бомонта.